# Daniel Comas Riera
Daniel Comas Riera (Gavá, 15 de junio de 1981) es un deportista español que compitió en ciclismo en la modalidad de trials, dos veces campeón mundial, en los años 2000 y 2004, y dos veces campeón de Europa, en 2009 y 2011.
Ganó cinco medallas en el Campeonato Mundial de Ciclismo de Montaña entre los años 2000 y 2008, y tres medallas en el Campeonato Europeo de Ciclismo de Montaña entre los años 2006 y 2011.

## Palmarés internacional
| Campeonato Mundial | Campeonato Mundial         | Campeonato Mundial | Campeonato Mundial |
| Año                | Lugar                      | Medalla            | Competición        |
| ------------------ | -------------------------- | ------------------ | ------------------ |
| 2000               | Sierra Nevada (España)     | Medalla de oro     | Trials 20″         |
| 2001               | Vail (Estados Unidos)      | Medalla de plata   | Trials 26″         |
| 2004               | Les Gets (Francia)         | Medalla de oro     | Trials 26″         |
| 2007               | Fort William (Reino Unido) | Medalla de bronce  | Trials 20″         |
| 2008               | Val di Sole (Italia)       | Medalla de bronce  | Trials 26″         |
| Campeonato Europeo |                            |                    |                    |
| Año                | Lugar                      | Medalla            | Competición        |
| 2006               | Colonia (Alemania)         | Medalla de bronce  | Trials 26″         |
| 2009               | Zoetermeer (Países Bajos)  | Medalla de oro     | Trials 20″         |
| 2011               | Biella (Italia)            | Medalla de oro     | Trials 20″         |